# Kyle Blignaut
Kyle Blignaut (* 9. November 1999) ist ein südafrikanischer Leichtathlet, der sich auf das Kugelstoßen spezialisiert hat.

## Sportliche Laufbahn
Erste internationale Erfahrungen sammelte Kyle Blignaut 2017 bei den Juniorenafrikameisterschaften in Tlemcen, bei denen er mit 20,08 m die Goldmedaille gewann. Im Jahr darauf siegte er ebenfalls bei den U20-Weltmeisterschaften in Tampere mit 22,07 m mit der 6-kg-Kugel. Daraufhin gewann er bei den Afrikameisterschaften in Asaba im Erwachsenenbereich mit einer Weite von 19,05 m die Bronzemedaille hinter dem Nigerianer Chukwuebuka Enekwechi und Mohamed Magdi Hamza aus Ägypten. 2019 schied er bei der Sommer-Universiade in Neapel mit 18,55 m in der Qualifikation aus und belegte anschließend bei den Afrikaspielen in Rabat mit 17,98 m den siebten Platz. 2021 qualifizierte er sich für die Olympischen Spiele in Tokio und belegte dort mit 21,00 m im Finale den sechsten Platz. 
2022 startete er bei den Afrikameisterschaften in Port Louis und gewann dort mit 20,60 m die Silbermedaille hinter dem Nigerianer Chukwuebuka Enekwechi. Anschließend belegte er bei den Commonwealth Games in Birmingham mit 19,23 m den siebten Platz. Im Jahr darauf schied er bei den Weltmeisterschaften in Budapest mit 18,82 m in der Qualifikationsrunde aus und 2024 belegte er bei den Afrikameisterschaften in Douala mit 19,65 m den vierten Platz. Anschließend verpasste er bei den Olympischen Sommerspielen in Paris mit 20,78 m den Finaleinzug.
In den Jahren 2021, 2022 und 2024 wurde Blignaut südafrikanischer Meister im Kugelstoßen.